# Jean Jacques Machado
Pour les articles homonymes, voir Machado.
Jean Jacques Machado né à Rio de Janeiro au Brésil est l'un des 5 frères qui composent la fameuse famille Machado du jiu-jitsu brésilien (JJB).
Jean Jacques a commencé son entraînement au Jiu-Jitsu depuis plus de 20 ans. Il a totalement dominé la compétition dans son pays natal, gagnant tous les titres majeurs entre 1982 et 1992. Il a un des plus riches palmarès existant dans ce sport.
En 1992, Jean Jacques partit aux États-Unis et continua à dominer la scène nord-américaine et internationale du JJB. Il est un des acteurs et un des professeurs les plus reconnus et les plus respectés de ce sport. Il est devenu mondialement célèbre en remportant en 1999 le titre de champion ADCC dans la catégorie des "66-76 kg" et en empochant en même temps le titre de combattant le plus technique. 
Lors de ses combats de grappling, Jean Jacques ne cherche jamais la victoire aux points mais toujours la soumission.
Une des raisons pour lesquelles il est si respecté est également qu'il a un handicap depuis sa naissance, une atrophie des doigts de la main gauche qui ne facilite pas la prise de kimono.

## Titres professionnels
- 11 fois vainqueur des Championnats de Rio de Janeiro de Jiu-Jitsu, Cruiser Weight Champion, en 1982, 1983, 1984, 1985, 1986, 1987,1988, 1989, 1990, 1991, 1992
- 11 fois vainqueur des championnats nationaux brésiliens de Jiu-Jitsu, Cruiser Weight Champion, en 1982, 1983, 1984, 1985, 1986, 1987,1988, 1989, 1990, 1991, 1992
- Sambo Wrestling Championships, National and Pan American Cruiser Weight Champion,
  - 1993 Oklahoma - première place,
  - 1994 San Diego, CA - première place
- Grappling Style Challenge Japan, 1995 - Champion
- Brazilian Jiu-Jitsu American Championships, 1995, 1996, 1997, 1998.
- Black Belt Super Challenge Championships, 1998 - Champion.
- Abu Dhabi Submission Wrestling World Championships (ADCC), 1999 - Champion - 66 kg-76 kg Division première place, Most Technical Fighter Award.
- Abu Dhabi Submission Wrestling World Championships (ADCC), 2000 - 66 kg-76 kg Division médaillé d'argent.
- Black Belt Super Challenge, 2000 - Champion
- Abu Dhabi Submission Wrestling World Championships (ADCC), 2001 - Open Division Silver Medalist, Best Match Award, Fastest Submission Award
- Abu Dhabi Submission Wrestling World Championships (ADCC) 2005 - Superfight, deuxième place.